# Disconectes cavusa
Disconectes cavusa är en kräftdjursart som först beskrevs av Menzies och George 1972.  Disconectes cavusa ingår i släktet Disconectes och familjen Munnopsidae. Inga underarter finns listade i Catalogue of Life.